# Alta Badia (formaggio)
Il formaggio duro Alta Badia (in tedesco: Hartkäse Alta Badia), o più semplicemente Alta Badia, è un formaggio italiano, riconosciuto quale prodotto agroalimentare tradizionale altoatesino.

## Descrizione
Nonostante il nome evochi la Val Badia, viene in realtà prodotto in Val Pusteria, ed in particolare a Brunico, da Mila, con latte vaccino parzialmente scremato di montagna, proveniente da allevamenti sopra i 1500 m di altitudine.
È un formaggio semigrasso a pasta dura e cotta, di stagionatura media o lunga (da 100 a 365 giorni di maturazione). Ha crosta ruvida, di colore giallo ambrato. La pasta è compatta, dura e priva di buchi.
Viene consumato sia come formaggio da tavola che da grattugia.